# گورنو
گورنو (به ایتالیایی: Gorno) یک کومونه در ایتالیا است که در استان برگامو واقع شده‌است.

## خصوصیات
گورنو ۹٫۹ کیلومترمربع مساحت و ۱٬۷۶۰ نفر جمعیت دارد و ۷۱۰ متر بالاتر از سطح دریا واقع شده‌است.

## خواهرخوانده
شهر City of Kalgoorlie-Boulder خواهرخواندهٔ گورنو هست.